# Federación Eritrea de Fútbol
La Federación Eritrea de Fútbol (en inglés: Eritrean National Football Federation; abreviado ENFF) es el organismo rector del fútbol en Eritrea. Fue fundada en 1996 y desde 1998 es miembro de la FIFA y de la CAF. Organiza el campeonato de Liga, así como los partidos de la selección nacional en sus distintas categorías.